# 更北公民館
更北公民館（こうほくこうみんかん）は、長野県長野市青木島町に位置する更北地区の社会教育施設である。

## 概要
更北地区の公民館は更北公民館に加えて3つの分館があり、稲里分館、小島田分館、真島分館がある。現在、長野市は指定管理制度を導入し、平成28年４月１日から 更北地区住民自治協議会 が運営を行っている
。

## 市立公民館の目的
公民館は、市町村その他一定区域内の住民のために、実際生活に即する教育、学術及び文化に関する各種の事業を行い、住民の教養の向上、健康の増進、情操の純化を図り、生活文化の振興、社会福祉の増進に寄与することを目的とする。

## 沿革
1955年1月1日、更北村誕生とともに更北村公民館が誕生・発足した。「公民館は先ず、活動ありき、制度や施設は後からつくられた」ことが記されている。合併当初は本館はなく、役場2階の一室に事務局を、旧役場跡を支館とし、青木島支館を更北村公民館と併用することとした。1960年職員体制が整備され、事業も体系的・継続的に展開されるようになった。
- 1955年1月　更北村誕生とともに更北村公民館が誕生・発足
- 1960年　　　職員体制が整備され、事業も体系的・継続的に展開
- 1963年7月　中央公民館建設促進委員会が発足
- 1966年4月　更北公民館新築・開館
- 1988年　　　更北地域開発振興協議会を中心に「２１世紀に備えた公民館施設の在り方」を検討討議
- 2003年4月　現在の更北公民館が完成

## 業務時間
- 平日：午前8時30分から午後5時15分
- 休日：土曜日、日曜日、祝日、年末年始
- 施設利用時間：午前8時30分から午後9時20分　 (図書室以外は土日祝日もご利用可能です)

## 特色
更北公民館は3Fであり、ロビー・多目的室・料理実習室・陶芸実習室・学習室・図書室・児童室・集会室・和室の茶室がある。長野市の公民館としては初めて高齢化時代を見越し、障害者者にも利用しやすいようエレベーターの設置、身障者用の駐車場を確保、スロープの設置等バリアフリー化されている。

## 公民館周辺の名所・旧跡・観光・文化芸術
公民館の方針として、2022年7月1日の公民館報に次の方針が示されている。
1. 子ども社会の創造（人間性豊かに成長する事）　それは知・徳・体の人間性の成長
  1. 文化芸術の創造と活動
  2. 有形・無形の歴史文化遺産の保存・継承・活用
  3. スポーツを楽しめる環境づくりの推進
  4. ボランティア活動を通じての地域貢献
2. 社会教育を基礎とした人づくり、つながりづくり、地域づくり（地域コミュニティの将来像の実現）
  1. 愛着をもったまちづくり
    - 自然・歴史・文化・産業・生活・人材等を学び郷土への愛着
    - 郷土の特質性や魅力を見直し、愛着心を育む
    - 地域の歴史遍歴による文化財学習
    - 他地区との文化交流
    - ボランティアセンターの運営に協力し、ボランティア活動の意義の推進

  2. 人づくり
    - 生涯学習による協働の人間形成
    - 文化芸術の振興、文化財・伝統芸能の保護と継承

  3. 健康づくり
    - スポーツを通じた健康増進や健康長寿延伸
    - スポーツによる健全な心身の育成

次のリストは公民館の方針による「有形・無形の歴史文化遺産の保存・継承・活用」、「自然・歴史・文化・産業・生活・人材等を学び郷土への愛着」、「地域の歴史遍歴による文化財学習」等の項目の参考資料として、リストを示す。また、「他地区との文化交流」等の参考資料として、周辺のその他の項目に周辺の名所・旧跡を示す。
- 青木島地区[7]
  - 丹波島の渡し
  - 丹波島宿
  - 旧松代街道
  - 三本柳の由来
  - 浄生庵
  - 如意輪堂
  - 毘沙門天立像
  - 不動明王立像[8]
  - 大堀館跡
  - 町田兵庫正之の墓
- 真島地区[9]
  - ホワイトリング
  - 長野地方卸売市場
  - 清水神社　
  - 本道の句碑
  - 源八桑（県指定天然記念物・推定樹齢260年の古木）[10]
  - 真島氏居館跡
  - おん流れ（大洪水のときの流路跡）
  - 川合神社
  - アクアパル千曲
- 小島田地区[11]
  - 川中島古戦場跡
  - 頥気神社
  - 小島田村役場跡之碑
  - 新城の庚申塔
  - 児観音と今井兼平の笈
  - 五里沢の大土手（犀川大激流跡）
  - 寛保の満水
  - 千曲川の氾濫原（流失した鶴巻・小犀川の集落）
  - 千曲川護岸･花立排水機場竣工記念碑
  - 天王の土手
  - 田牧居帰遺跡[12]
  - 田中沖遺跡[13]
- 稲里地区[14]
  - 旧作新学校本館（市指定文化財[15]）
  - 青木家文書
  - 幕張りの杉記念碑
  - 渕黙庵
  - 氷鉋斗売神社
  - 善導寺の仁王像
  - 明桂寺の宝篋印塔
  - 明柱寺のお助け松
  - 虎御前の墓
  - 諸角豊後守の墓
  - 小林家住宅（国有形文化財）[16][17]
  - 昌龍寺の鐘楼
  - 東昌寺の土塁
  - 狐丸塚（桑山茂見の墓）
- その他（文化的に関連する周辺の名所のリスト）
  - 松原遺跡
  - 千曲川流域の漁具